# Theodula Spanú
Theodula Spanú –en griego, Θεοδούλα Σπανού– (1971) es una deportista griega que compitió en halterofilia. Ganó tres medallas en el Campeonato Europeo de Halterofilia entre los años 1990 y 1994.

## Palmarés internacional
| Campeonato Europeo | Campeonato Europeo              | Campeonato Europeo | Campeonato Europeo |
| Año                | Lugar                           | Medalla            | Categoría          |
| ------------------ | ------------------------------- | ------------------ | ------------------ |
| 1990               | Santa Cruz de Tenerife (España) | Medalla de bronce  | 75 kg              |
| 1993               | Valencia (España)               | Medalla de oro     | 83 kg              |
| 1994               | Roma (Italia)                   | Medalla de plata   | 70 kg              |